# 豆腐营街道
豆腐营街道，是中华人民共和国河南省安陽市北关区下辖的一个乡镇级行政单位。

## 行政区划
豆腐营街道下辖以下地区：
新村社区、东风西社区、盘庚西社区、盘庚中社区、向阳社区和豆腐营村。